# Złoto Gór Czarnych
Złoto Gór Czarnych – trylogia książkowa autorstwa Krystyny i Alfreda Szklarskich opublikowana w latach 1974–1979 w Wydawnictwie „Śląsk”.
Opowiada o dziejach Indian z plemienia Santee Dakotów na przestrzeni kilku pokoleń. Przedstawiane są w niej polowania na bizony, wierzenia, walki międzyplemienne oraz późniejsze poznanie białych i walka z nimi.
W skład trylogii wchodzą:
- Tom I – Orle pióra (1974)
- Tom II – Przekleństwo złota (1977)
- Tom III – Ostatnia walka Dakotów (1979)

W pierwszych dwóch tomach opisane są losy młodego Indianina o imieniu Tehawanka z plemienia Wahpekute (szczepu należącego do Santee Dakotów) marzącego o sławie wojownika. Znajdują się tam liczne opisy zwyczajów i wierzeń indiańskich. Pierwsze dwa tomy opisują okres około dwóch lat. Ostatnia część jest najdłuższa i zmienia nieco swój charakter. Opisuje wypieranie Indian przez białych osadników oraz zbrojne indiańskie powstania przeciwko nim. Obejmuje ona okres od trzydziestych do dziewięćdziesiątych lat wieku XIX. Ważną rolę odgrywa tu syn Przebiegłego Węża (Tehawanki) – Żółty Kamień, choć powieść nie zawiera jednego głównego bohatera. Historia stara się wyjaśnić powód ostatecznej przegranej Indian.
W odróżnieniu od innych książek o zbliżonej tematyce, autorzy zastosowali naukowe podejście do tematu z wiernym odtworzeniem ówczesnej rzeczywistości bez podkolorowań i przekłamań. Dodatkowo treść wzbogacona jest w bardzo liczne przypisy, pozwalające pogłębić wiedzę.